# Tierps flygbas
Tierps flygbas (IATA: -, ICAO: ESKT) är en före detta militär flygbas, cirka 5 km väster om Tierp i Uppsala län.

## Historik
Flygbasen började anläggas i oktober 1939 och stod färdig i oktober ett år senare. 1940 byggdes tre rullbanor på 700 meter vardera. 1950 slogs flygbasen samman med det närbelägna Fält 12, och 1953 utökades basen med ny rullbana på 2000 meter. Flygbasen var anpassad till Bas 60.. En utbyggnad till Bas 90 var planerad men genomfördes aldrig. Flygbasen var även övningsplats för F 16 Uppsala. Området runt flygbasens huvudbanesystem är sedan 2011 ombyggt till Tierp Arena. Halva huvudbanan används för dragracing och den andra för en flygklubb. Flygklubben flyttade 2007 från ett mindre flygfält vid Gryttjom till den nedlagda flygbasen.